# Lorraine gaumaise
Pour les articles homonymes, voir Lorraine (homonymie).
 (9 novembre 2024).
 (novembre 2024).
- Si vous ne connaissez pas le sujet, laissez ce bandeau (vous pouvez alors contacter les auteurs).
- Si vous supprimez le contenu mis en cause (vous pouvez préalablement contacter les auteurs),

argumentez précisément cette suppression dans la page de discussion
(un manque de référence n'est pas un argument ; une recherche réelle de référence doit avoir été effectuée, être formellement documentée).

Logo de "La Lorraine Gaumaise".

La Lorraine gaumaise est un territoire transfrontalier regroupant 35 communes belges et françaises.

## Description
Présenté comme territoire « de cœur » pour ses habitants français et belges à la fois lorrains et gaumais sur les plans historique et culturel, la Lorraine gaumaise a pris officiellement ce nom après validation par les instances européennes du  projet Interreg La Lorraine gaumaise déposé par la communauté de communes du Pays de Montmédy, la maison du tourisme du Pays de la Semois entre Ardenne & Gaume et la maison du tourisme de Gaume.  
Les actions menées dans ce cadre par les maisons et offices du tourisme français et belges et les collectivités locales sont principalement d’ordres touristique et culturel.
Le territoire de la Lorraine gaumaise comprend les 25 communes françaises du pays de Montmédy, les communes belges d'Étalle, Meix-devant-Virton, Musson, Rouvroy, Saint-Léger, Tintigny et Virton et celles de Chiny, Florenville et Herbeumont.

## Patrimoine bâti, sites et monuments
La Lorraine gaumaise comprend des sites tels que la citadelle de Montmédy, la basilique d'Avioth, la cité renaissance de Marville, le château de Louppy-sur-Loison, l’abbaye d’Orval, le château du Faing à Jamoigne, le château d’Herbeumont et le château de Montquintin.
Une maison du patrimoine et de l'habitat, siège d'un pôle transfrontalier de compétences en restauration du patrimoine bâti, est située à la citadelle de Montmédy. Elle est issue du second pôle d'excellence rurale mené par la Communauté de communes du pays de Montmédy.
A Florenville, le Centre d'Interprétation du Paysage de la Lorraine gaumaise présente la diversité des paysages du territoire.
La Lorraine gaumaise est située à la limite de deux ensembles géologiques formés il y a des millions d’années : l’Ardenne et la Lorraine. Ce territoire offre une grande variété paysagère.
Au nord de la Lorraine gaumaise, sur le flanc sud du plateau ardennais, les reliefs sont prononcés. La spectaculaire vallée de la Semois y est très encaissée et montre de vastes massifs forestiers sur des versants pentus. Les villages, composés d’une architecture en schiste, sont situés dans des clairières comme à Suxy. Vers le sud, les reliefs sont plus doux. Ils sont formés par une succession de plateaux, parfois couverts de forêts, parfois cultivés, surplombant des vallées. Il s’agit des cuestas ou côtes, caractéristiques des paysages de la Lorraine. De belles forêts couvrent les rebords des plateaux et les sommets des collines. Les paysages de cultures céréalières sont davantage visibles sur les sols riches.
Les rivières principales de la Lorraine gaumaise sont la Semois, la Vire, le Ton et la Chiers.

## Culture
Les musées de la Lorraine gaumaise sont nombreux : musées  gaumais de Virton, de Montauban-sous-Buzenol, de Montquintin et de Latour, musée de la fortification et musée Jules Bastien-Lepage de Montmédy. Le musée européen de la bière est situé à Stenay.
Un orchestre philharmonique transfrontalier de la Lorraine gaumaise est constitué depuis 2009 à l’initiative de la commune de Virton et de la communauté de communes du Pays de Montmédy dans le cadre également du programme INTERREG IV Grande Région. Il porte officiellement ce nom depuis 2012.
Le festival de théâtre amateur en Lorraine gaumaise a été créé en 2013. Le raid sportif Orval-Montmédy en Lorraine Gaumaise a été créé en 2015.

## Fêtes et manifestations
- Festival du conte de Chiny[9]
- Festival international des arts de rue de Chassepierre
- Grand' Fête de Saint-Mard (Reconnue comme Chef d'oeuvre du Patrimoine oral et immatériel)
- Week-end des paysages
- Village de Noël d'Avioth
- Marville ouvre ses caves aux vins
- Fête de la pomme (Fresnois-Montmédy)
- Printemps musical et automne musical transfrontaliers
- Festival de théâtre amateur en Lorraine gaumaise
- Raid Montmédy-Orval en Lorraine gaumaise

## Gastronomie
- bière d'Orval
- bière La Rulles
- La Recevresse (bière)
- pâté gaumais
- touffaye
- madeleine de Stenay
- Bière de Charmoy

## Folklore, légendes et traditions
L' D'jan d'Mady : Figure emblématique de la Gaume et de la Lorraine gaumaise, connu pour son sens de la fête. D'jan d'Mady veut dire Jehan de Montmédy. L D'jan et la D'janne sont représentés par les deux géants de Virton, effigies dues à l'artiste Ernest BERNARDY et de sortie lors de chaque fête.
Jusqu'à la fin du siècle dernier, le patois gaumais était encore parlé de part et d'autre de la frontière par les personnes âgées. Aujourd'hui, il reste peu de patoisants mais le dialecte, proche du lorrain, est encore bien compris. Des associations proposent à leurs membres de (ré)apprendre à parler correctement le patois local.

## Logo et charte graphique
Les documents édités dans le cadre de La Lorraine Gaumaise portent un logo spécifique et respectent une charte graphique.
La dénomination Lorraine gaumaise avec un "g" minuscule est utilisée pour désigner le territoire transfrontalier. La dénomination La Lorraine Gaumaise avec un "G" majuscule est utilisée pour toutes les actions réalisées dans le cadre du projet éponyme INTERREG IV A Grande Région.